# Kollektbön
Kollektbön, samlingsbön, är ett moment i mässan. Kallas även dagens bön och ansluter till dagens tema.
Bönen är uppbyggd efter ett visst mönster. Först tilltalas Gud och man hänvisar till någon egenskap eller något handlande hos Gud, till exempel: "O, Herre Gud, Du som...". Sedan framställs själva bönen. Därefter följer en konsekvens av bönen: "..., så att..." Bönen avslutas i Jesu namn (Orden inom parentes vid högtidligare tillfällen): "Genom Jesus Kristus vår Herre (som med Dig och den Helige Ande lever och regerar i en Gudom från evighet till evighet). Amen."